# Lipovska Bistrica
Lipovska Bistrica (cyr. Липовска Бистрица) – wieś w Czarnogórze, w gminie Kolašin. W 2011 roku liczyła 86 mieszkańców.